# Wojciech Pawlak
Wojciech Pawlak (* 31. Oktober 1969 in Ostrów Wielkopolski) ist ein ehemaliger polnischer Radrennfahrer.
Er nahm an den Olympischen Sommerspielen 1988 und 1992 teil.
Wojciech Pawlak wurde im Jahr 2000 Beruf-Radrennfahrer bei dem Radsportteam Atlas Lukullus. 2002 wechselte er zu Mikomax-Browar Staropolski. In seinem zweiten Jahr dort gewann er die beiden polnischen Rennen Wyscig Pasmen Gor Swietokrzyskich und 4 Asy Fiata Autopoland. Seit 2004 fuhr er für das Continental Team Knauf. 2006 gewann er den GP Tartu in Estland und wurde Sechster beim Memoriał Henryka Łasaka.

## Erfolge
2006
- GP Tartu

## Teams
- 2000 Atlas Lukullus
- 2001 Atlas-Ambra
- 2002 Mikomax-Browar Staropolski
- 2003 Mikomax-Browar Staropolski
- 2004 Knauf-Mikomax
- 2005 Knauf Team
- 2006 Knauf Team
- 2007 Dynatek
- 2008 Mróz Action Uniqa